# Гренадерка (село)
Гренадерка (каз. Гренадер) — упразднённое село в Пресногорьковском сельском округе Узункольского района Костанайской области Казахстана. В 2019 году было включено в состав села Волна того же округа.
Код КАТО — 396651300.

## География
Севернее села находятся озёра Гренадерское и Орловское.

## Население
В 1999 году население села составляло 158 человек (76 мужчин и 82 женщины). По данным переписи 2009 года, в селе проживало 145 человек (67 мужчин и 78 женщин).